# Natrijev hidrogenkarbonat
Natrijev hidrogenkarbonat, tudi ali natrijev bikarbonat, soda bikarbona ali bikarbona, je sol, tvorjena iz natrija in hidrogenkarbonata. Ker nastane v reakciji nevtralizacije iz natrijevega hidroksida, ki je močna baza, in šibke ogljikove kisline, izkazuje bazičen pH (okoli 9) in zato reagira s kislinami (reakcija kislin s karbonati) zelo burno, pri tem pa nastanejo sol (natrij + nekovina), ogljikov dioksid (CO2) in voda (H2O). Reakcija kislin z natrijevim hidrogenkarbonatom lahko poteče v vodni raztopini in pa v trdnem agregatnem stanju. 
Sol je ena redkih hidrogenkarbonatov, ki so topni v vodi, sicer pa je njena topnost precej majhna. 
Pri segrevanju razpade na natrijev karbonat (Na2CO3), vodo (H2O) in ogljikov(IV) oksid (CO). 
2NaHCO3 → Na2CO3 + CO2 + H2O
Sproščeni plin je "kriv" za vzhajanje testa in rahlost peciv.
Je glavna sestavina pecilnega praška.

## Uporaba

### Kot zdravilo
Natrijev hidrogenkarbonat se uporablja kot antacid (nevtralizira želodčno kislino) ter kot sredstvo proti presnovni acidozi.
Za nevtraliziranje želodčne kisline se uporablja natrijev hidrogenkarbonat peroralno (z zaužitjem). V želodcu nevtralizira kislino in s tem oblaži zgago, dispepsijo in slabost zaradi prekomerne kislosti želodčnega soka. Primeren je za kratkotrajno lajšanje težav.
Pri presnovni acidozi se uporablja parenteralno. Delovanje izhaja iz njegove fiziološke vloge v 
puferskem sistemu HCO3ˉ/CO2. V telo vnesen natrijev hidrogenkarbonat hitro absorbira vodikove ione iz zunajceličnega prostora in tako povzroči zvišanje pH v organizmu in tudi seč se naalkali. Pri reakciji med hidrogenkabonatnim anionom in vodikovim kationom nastane ogljikov dioksid, ki se izloči z dihanjem. Zaradi naalkaljenja seča se lahko natrijev hidrogenkarbonat daje tudi pri zastrupitvi s šibkimi organskimi kislinami (npr. barbiturati ali acetilsalicilno kislino), za izboljšanje topnosti zdravilnih učinkovin, ki so težko topne v nevtralnih ali kislih medijih (npr. metotreksat, sulfonamidi) in za naalkaljenje urina v primeru hemolize.